# Edward Bligh (7e comte de Darnley)
Pour les articles homonymes, voir Edward Bligh et Bligh.
Edward Henry Stuart Bligh, 7e comte de Darnley (21 août 1851 - 31 octobre 1900), nommé Lord Clifton jusqu'en 1896, est un propriétaire terrien et aristocrate anglais qui joue du Cricket de première classe pour le Kent et pour d'autres équipes amateurs dans les années 1870.

## Biographie
Il est né et est décédé au domicile anglais des comtes de Darnley, Cobham Hall, à Cobham, près de Gravesend, dans le Kent. 
Décrit comme "ayant un tempérament redoutable et faisant preuve de débilité" Bligh est inscrit à la Christ Church, Oxford, le 8 juin 1870. 
En 1896, il succède à son père en tant que comte de Darnley et "dépense de l'argent comme de l'eau", réduisant considérablement la richesse des Darnley. 
Le 26 janvier 1899, il épouse Jemima Adeline Beatrice Blackwood, fille de Francis JL Blackwood, dont il a une fille
- Elizabeth Bligh, 17e baronne Clifton (1900-1937)

À sa mort le 31 octobre 1900, il est remplacé comme comte de Darnley par son frère Ivo Bligh (8e comte de Darnley) et comme baron Clifton par sa fille Elizabeth.

## Sources
- Wynne-Thomas, P. & Griffiths, P. (2002) «Ivo Bligh», Série de billets de cricket célèbres - N ° 67, ACS Publications: Nottingham.  (ISBN 1 902171 60 8).